# Шухова, Елена Владимировна
Еле́на Влади́мировна Шу́хова (13 февраля 1918 — 2 июня 2008) — доктор медицинских наук, профессор, Заслуженный врач РСФСР (1970).

## Биография
Родилась 13 февраля 1918 года во Владикавказе. Отец — Шухов Владимир Владимирович (1879—1920), старший военный врач Владикавказского военного госпиталя, второй сын Владимира Васильевича Шухова (1847—1911). Мать — Шухова (урождённая Соболевская) Анна Павловна (1890—1976) происходила из семьи старшего инженерного инспектора Павла Феликсовича Соболевского.
После окончания с отличием Дагестанского медицинского института в 1940 году, была принята в ординатуру по неврологии.
Врачебную деятельность начала с работы в эвакогоспитале № 3187, в котором встретила и закончила войну. Награждена медалью «За оборону Кавказа». Сотрудник института курортологии (Бальнеологический институт) с 1945 года — начала работу в Кисловодской клинике института в качестве младшего научного сотрудника. Занималась разработкой эффективных терапевтических комплексов для лечения больных с нарушениями кровообращения. Тогда, впервые для курортной практики, были разработаны методики лечения больных с различными проявлениями сосудистой гипотонии. Этой теме была посвящена тема диссертации на соискание учёной степени кандидата медицинских наук (1950). 
С 1957 года в должности старшего научного сотрудника возглавила работу по организации детской неврологический помощи на курорте — по инициативе и под непосредственным руководством Е. В. Шуховой на базе Пятигорской клиники было развёрнуто первое в России детское неврологическое отделение, ориентированное на реабилитационную помощь детям, перенёсшим полиомиелит. Достигнутые успехи явились основанием к расширению коечной мощности отделения, организации детской неврологической клиники и включение в исследования других форм патологии — последствия перенесённых инфекционных заболеваний нервной системы, а затем и перинатальной патологии, черепно-мозговой травмы, врождённых нервно-мышечных заболеваний. В 1969 году защитила диссертацию на соискание учёной степени доктора медицинских наук, в 1980 — получила звание профессора.
Умерла в 2008 году в городе Пятигорске. Похоронена на Краснослободском кладбище.

## Научная деятельность
Научный руководитель 2 докторов и 8 кандидатов медицинских наук.
Автор 211 научных работ, 3 монографий, 5 изобретений по различным вопросам лечения и реабилитации детей с заболеваниями нервной системы. Соавтор руководств «Бальнеотерапия при заболеваниях в детском возрасте», «Острые нейроинфекции у детей».

## Семья
Сын — доктор медицинских наук Шухов Владимир Семёнович (род. 1953)

## Комментарии
1. ↑  Владимир Васильевич Шухов (27.04.1847 — 6.05.1911) — тайный советник, окружной военно-санитарный инспектор, кавалер высших степеней орденов Св. Анны и Св. Станислава (см. Шухов Владимир Васильевич // Список гражданским чинам военного ведомства первых шести классов по старшинству: Сост. по 1-е янв. 1911 г.) и Шухов Владимир Васильевич // Список гражданским чинам четвертого класса. Исправлен на 1 марта 1907 года.)